# Павлушин, Алексей Андреевич
Алексе́й Андре́евич Павлу́шин (27 марта 1925, Прокудское, Ново-Николаевская губерния — 4 июня 1973, Новосибирск) — участник Великой Отечественной войны, командир отделения 131-го отдельного гвардейского сапёрного батальона (10-й гвардейский танковый корпус, 4-я танковая армия, 1-й Украинский фронт), гвардии сержант. Полный кавалер ордена Славы.

## Биография
Родился в селе Прокудское (ныне — Коченёвский район Новосибирской области) в крестьянской семье. В 1937 году окончил 5 классов школы, работал в Новосибирске на мебельной фабрике.
В октябре 1942 года Дзержинским райвоенкоматом Новосибирска он был призван в ряды Красной армии, на фронтах Великой Отечественной войны с 28 февраля 1944 года.
3 сентября 1944 года приказом по 10-му гвардейскому танковому корпусу командир отделения младший сержант Павлушин был награждён медалью «За боевые заслуги» за участие в Львовско-Сандомирской операции: проведение инженерных заграждений, обнаружение техники противника, проделывание проходов в заграждениях.
Во время наступления Красной армии в Силезии в ходе Висло-Одерской операции гвардии сержант Павлушин в ночь с 25 на 26 января 1945 года наводил переправу через реку Одер в районе города Штайнау (в настоящее время Сьцинава), а затем в числе первых переправился через реку и подавлял очаги сопротивления, обеспечивая переправу воинских подразделений. Был представлен к награждению орденом Красного Знамени, но приказом по танковой армии от 20 февраля 1945 года он был награждён орденом Славы 3-й степени.
17 марта 1945 года в районе города Нойштад (в настоящее время Прудник) под огнём противника гвардии сержант Павлушин со своим отделением построил штурмовой мост, по которому прошли стрелковые части и миномёты и заняли позиции на другом берегу. 26 марта 1945 года был ранен командир взвода и Павлушин принял командование взводом на себя. Одним из первых ворвался в траншею противника и броском гранаты уничтожил пулемёт и взял двоих солдат противника в плен. Продолжая бой в деревне, лично уничтожил 7 солдат противника, а на перекрёстке с другим сапёром разминировал 6 противотанковых мин. Приказом по 4-й гвардейской танковой армии от 17 мая 1945 года Павлушин был награждён орденом Славы 2-й степени.
В период с 17 по 29 апреля 1945 года в ходе Берлинской операции гвардии сержант Павлушин отличился несколько раз. 17 апреля в населённом пункте Ройтен (12 км к северо-западу от населённого пункта Вайсвассер), обнаружив дом, в котором засели фаустники, мешавшие продвижению танков, вооружил отделение фаустпатронам и уничтожил его вместе противником. 18 апреля провёл инженерную разведку реки Шпрее и получил ценные сведения о реке. с 24 по 29 апрель в построил 2 штурмовых моста в Штансдорфе и Ванзее, обеспечив стрелковым подразделения продвижение вперёд. Приказом по 4-й гвардейской танковой армии от 16 июня 1945 года Павлушин был повторно награждён орденом Славы 2-й степени. Указом Президиума Верховного Совета СССР от 18 мая 1971 года он был перенаграждён орденом Славы 1-й степени.
Демобилизовался старший сержант Павлушин в сентябре 1950 года. Вернулся на родину. Работал сборщиком-клепальщиком на заводе имени В. П. Чкалова.
За трудовые успехи был награждён орденом Октябрьской Революции

## Память
Похоронен на Заельцовском кладбище Новосибирска (квартал 13в).